# Haloxyfop-R
L'Haloxyfop-R ou Haloxyfop-P est une substance active de produit phytosanitaire herbicide.
Du fait de sa toxicité, le Haloxyfop-R est interdit en France depuis le 15 décembre 2008.